# سينوبامات (دواء)
سينوبامات، الذي يُباع تحت الاسم التجاري اكسكوبري( Xcopri) و أونتوزري(Ontozry) هو دواء يستخدم لعلاج الصرع، و تحديدًا النوبات البؤرية.  و يمكن استخدامه جنبا إلى جنب مع أدوية أخرى.  و يؤخذ عن طريق الفم. 
تشمل الآثار الجانبية الشائعة له: النعاس و الدوخة و التعب و الرؤية المزدوجة و الصداع.  قد تشمل الآثار الجانبية الأخرى أيضا متلازمة كيلو تي القصيرة، و التفاعل الدوائي المترافق مع فرط الحمضات والأعراض الجهازية(DRESS)، و الانتحار.  أما استخدامه في الحمل فقد يضر الجنين.  كيف يعمل ليس واضحا تماما. ومع ذلك، فإنه يغير القنوات الأيونية. 
تمت الموافقة على سينوبامات للاستخدام الطبي في الولايات المتحدة في عام 2019 و أوروبا في عام 2021.   إضافة إلى ذلك، فمدرج في الجدول الخامس من قانون المواد الخاضعة للرقابة.  و في الولايات المتحدة تبلغ تكلفة 30 حبة من 100 ملغ حوالي 1000 دولار أمريكي اعتبارًا من عام 2022. 